# کازویا کوساکا
کازویا کوساکا (انگلیسی: Kazuya Kosaka; ۳۰ مهٔ ۱۹۳۵ – ۱ نوامبر ۱۹۹۷) بازیگر، خوانندگی اهل ژاپن بود. وی بین سال‌های ۱۹۵۲ تا ۱۹۹۷ میلادی فعالیت می‌کرد.